# Národní park Asinara
Národní park Asinara (italsky Parco Nazionale dell'Asinara) je jeden z italských národních parků ležících na ostrově stejného jména – Asinara, u severozápadního pobřeží Sardinie. Asinara je druhý největší ostrov Sardinie po Sant'Antioco. Ostrov je úzký, protáhlý, s velmi členitým pobřežím. Park má rozlohu 52 km² (5200 hektarů), jde tedy o druhý nejmenší italský národní park. Založený byl v roce 1997.